# Rapator
Rapator („Násilník“) byl rod alosauroidního teropodního dinosaura, žijícího na území dnešní Austrálie v období přelomu spodní a svrchní křídy (věk alb, asi před 113 až 100 miliony let).

## Historie a popis
Jediný známý exemplář (BMNH R3718) byl objeven v sedimentech souvrství Griman Creek na území Nového Jižního Walesu. Jedná se o část levé přední končetiny, objevené roku 1905 u města Wollaston. Zkamenělá kost o délce pouze kolem 7 centimetrů byla při objevu opalizovaná. Neznáme stavbu těla tohoto dravého dinosaura, pokud byl ale stavěn podobně jako jeho příbuzný Australovenator, pak mohl měřit na délku asi 9 metrů. Jeho hmotnost nejspíš dosahovala několika stovek kilogramů. Formálně tento druh popsal již roku 1932 německý paleontolog Friedrich von Huene. Dnes předpokládáme, že se jednalo o zástupce kladu Megaraptora.